# Bryaxis bulbifer
Bryaxis bulbifer (лат.) — вид жуков-ощупников (Pselaphinae) из семейства стафилиниды. Палеарктика.

## Распространение
Палеарктика. Один из самых широко распространённых видов рода: встречается от Франции, Италии и Закавказья до Байкала в Восточной Сибири.

## Описание
Мелкие коротконадкрылые жуки-ощупники. Длина тела менее 2 мм (от 1,30 до 1,55 мм). Скапус усиков: 0,18/0,095 мм; педицель усиков: 0,075/0,07 мм. Длина эеагуса гениталий самца от 0,26 до 0,30 мм. Основная окраска красновато-коричневая. Усики 11-члениковые, брюшко из 5 видимых тергитов. Утолщённый скапус имеет наибольшую ширину на середине, а на его внутреннем крае есть явственный киль. На заднем крае горлового вдавления внизу головы развит выступающий срединный киль. Встречаются в лесной подстилке и почве.

## Таксономия
Вид был впервые описан в 1816 году немецким зоологом Людвигом Райхенбахом под названием Pselaphus bulbifer Reichenbach, 1816. После некоторой таксономической путаницы, наблюдавшейся в XIX и XX веках, Международная комиссия по зоологической номенклатуре в 1969 году решила оставить для рода название Bryaxis Kugelann, 1794 с типовым видом Pselaphus bulbifer Reichenbach, 1816 (с синонимами Arcopagus Leach, 1817 и Arcopagus bulbifer) .